# Acid tannic

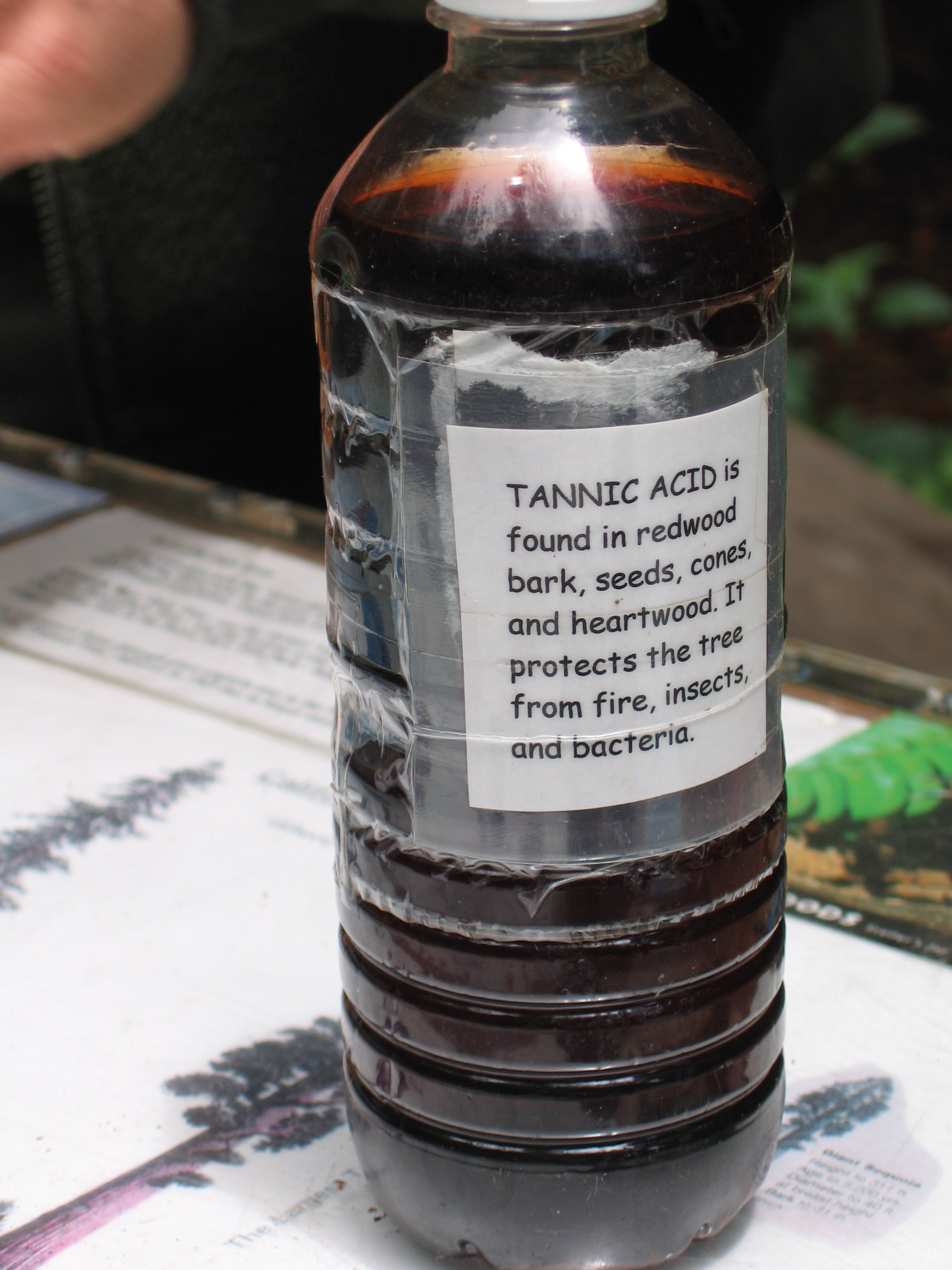
Một chai acid tannic (dung dịch nước).

Acid tannic là một dạng đặc biệt của tanin, một loại polyphenol. Độ acid yếu của nó (pK a khoảng 6) là do nhiều nhóm phenol trong cấu trúc. Công thức hóa học của acid tannic thương mại thường được đưa ra là C 76 H 52 O 46, tương ứng với glucose decagalloyl, nhưng trên thực tế, nó là hỗn hợp của polygalloyl glucose hoặc polygalloyl quinic este với số lượng các loại galloyl trên mỗi phân tử. lên đến 12 tùy thuộc vào nguồn thực vật được sử dụng để chiết xuất acid tannic. Acid tannic thương mại thường được chiết xuất từ bất kỳ bộ phận nào sau đây: vỏ quả Tara (Caesalpinia spinosa), mật ong từ Rhus semialata hoặc Quercus infectoria hoặc lá sumac Sicilia (Rhus coriaria).
Theo các định nghĩa được cung cấp trong các tài liệu tham khảo bên ngoài như dược điển quốc tế, chuyên ngành hóa chất thực phẩm Codex và FAO-WHO chỉ có tannin có nguồn gốc từ các nhà máy nói trên có thể được coi là acid tannic. Đôi khi chiết xuất từ hạt dẻ hoặc gỗ sồi cũng được mô tả là acid tannic nhưng đây là cách sử dụng không chính xác của thuật ngữ này. Nó là một loại bột vô định hình màu vàng đến màu nâu nhạt; 2850 gram hòa tan trong một lít nước (1,7 mol mỗi lít).
Trong khi acid tannic là một loại tannin cụ thể (polyphenol thực vật), hai thuật ngữ đôi khi (không chính xác) được sử dụng thay thế cho nhau. Việc lạm dụng lâu dài các thuật ngữ và việc đưa nó vào các bài báo học thuật đã gây ra sự nhầm lẫn. Điều này đặc biệt phổ biến liên quan đến trà xanh và trà đen, cả hai đều chứa tannin nhưng không chứa acid tannic.
Acid tannic không phải là một tiêu chuẩn thích hợp cho bất kỳ loại phân tích tanin nào vì thành phần được xác định kém.

## Acid quercitannic và gallotannic
Acid quercitannic là một trong hai dạng acid tannic  được tìm thấy trong vỏ cây sồi và lá. Các hình thức khác được gọi là acid gallotannic và được tìm thấy trong các cửa hàng gỗ sồi.
Phân tử acid quercitannic cũng có trong quercitron, một loại thuốc nhuộm màu vàng thu được từ vỏ cây sồi đen phương Đông (Quercus velutina), một loại cây rừng bản địa ở Bắc Mỹ. Nó được mô tả như là một loại bột vô định hình màu nâu vàng.
Năm 1838, Jöns Jacob Berzelius đã viết rằng quercitannate được sử dụng để hòa tan morphin.

Năm 1865 trong tập thứ năm của "Một cuốn từ điển hóa học", Henry Watts đã viết: 
 Nó thể hiện với muối sắt các phản ứng tương tự như acid gallotannic. Tuy nhiên, nó khác với loại sau không chuyển thành acid gallic và không thu được acid pyrogallic bằng cách chưng cất khô. Nó được kết tủa bởi acid sulfuric trong đàn đỏ. (Stenhouse, Ann. Ch. Dược phẩm xlv. 16.)  </br> Theo Rochleder (ibid lxiii. 202), acid tannic của trà đen giống như vỏ cây sồi. 
 Năm 1880, Etti đã cho nó công thức phân tử C 17 H 16 O 9. Ông mô tả nó là một chất không ổn định, có xu hướng thải ra nước để tạo thành anhydrides (được gọi là phlobaphenes), một trong số đó được gọi là sồi đỏ (C 34 H 30 O 17). Đối với anh ta, nó không phải là glycoside.
Trong "Phân tích hữu cơ thương mại" của Allen, xuất bản năm 1912, công thức được đưa ra là C 19 H 16 O 10.
Các tác giả khác đã đưa ra các công thức phân tử khác như C 28 H 26 O 15, trong khi một công thức khác được tìm thấy là C 28 H 24 O 11.
Theo Lowe, hai dạng nguyên tắc tồn tại - một dạng hòa tan trong nước, có công thức C 28 H 28 O 14 và dạng còn lại hiếm khi hòa tan, C 28 H 24 O 12. Cả hai đều bị thay đổi do mất nước thành màu đỏ sồi, C 28 H 22 O 11.
Acid quercitannic trong một thời gian là một tiêu chuẩn được sử dụng để đánh giá hàm lượng phenolic trong các loại gia vị, được cho là tương đương với acid quercitannic.
Trong một ghi chú lịch sử thú vị, nhà phát minh Edward G. Acheson (Nhà phát minh của Carborundum) đã phát hiện ra rằng acid gallotannic cải thiện đáng kể độ dẻo của đất sét. Trong báo cáo về khám phá này vào năm 1904, ông lưu ý rằng tài liệu tham khảo lịch sử duy nhất được biết đến về việc sử dụng vật liệu hữu cơ được thêm vào đất sét là việc sử dụng rơm trộn với đất sét được mô tả trong Kinh thánh, Xuất Ê-díp-tô 1:11 và người Ai Cập phải nhận thức được của khám phá (lại) của mình. Ông tuyên bố "Điều này giải thích tại sao rơm được sử dụng và tại sao trẻ em Israel thành công trong việc thay thế râu bằng rơm, một điều khó có thể thực hiện được, đó là sợi rơm phụ thuộc vào khả năng của đất sét, nhưng khá hợp lý khi chiết xuất của cây được sử dụng. " 

## Công dụng
Tannin là một thành phần cơ bản trong nhuộm hóa chất của gỗ, và đã có mặt trong các loại gỗ như gỗ sồi, gỗ óc chó và gỗ gụ. Acid tannic có thể được áp dụng cho các loại gỗ có hàm lượng tannin thấp nên các vết hóa chất đòi hỏi hàm lượng tannin sẽ phản ứng. Sự hiện diện của tannin trong vỏ cây gỗ đỏ (Sequoia) là sự bảo vệ tự nhiên mạnh mẽ chống lại cháy rừng, phân hủy và phá hoại bởi một số côn trùng như mối. Nó được tìm thấy trong hạt, vỏ cây, hình nón và gỗ.
Acid tannic là một chất gắn màu phổ biến được sử dụng trong quá trình nhuộm cho các sợi cellulose như bông, thường được kết hợp với phèn và/hoặc sắt. Chất gắn tannin nên được thực hiện trước tiên vì chất gắn kim loại kết hợp tốt với phức chất sợi-tanin. Tuy nhiên việc sử dụng này đã mất đi sự quan tâm đáng kể.
Tương tự acid tannic cũng có thể được sử dụng như một phương pháp điều trị sau để cải thiện tính chất bền màu của polyamide nhuộm acid. Nó cũng là một giải pháp thay thế cho các quá trình xử lý fluorcarbon để truyền các đặc tính chống nhuộm màu cho sợi polyamide hoặc thảm. Tuy nhiên, do những cân nhắc về kinh tế hiện chỉ được sử dụng rộng rãi như phụ trợ dệt may là sử dụng như một tác nhân để cải thiện độ bền chlor, tức là chống lại quá trình tẩy thuốc nhuộm do làm sạch bằng dung dịch hypochlorite trong thảm và đồ bơi cao cấp dựa trên polyamide 6,6. Tuy nhiên, nó được sử dụng với số lượng tương đối nhỏ để kích hoạt đàn bọc; điều này phục vụ như là một điều trị chống tĩnh điện.
Acid tannic được sử dụng trong bảo tồn các vật kim loại màu (sắt) để thụ động và ức chế ăn mòn. Acid tannic phản ứng với các sản phẩm ăn mòn để tạo thành một hợp chất ổn định hơn, do đó ngăn chặn sự ăn mòn tiếp theo diễn ra. Sau khi xử lý, dư lượng acid tannic thường để lại trên vật thể để nếu hơi ẩm chạm vào bề mặt, acid tannic sẽ được bù nước và ngăn chặn hoặc làm chậm bất kỳ sự ăn mòn nào. Xử lý acid tannic để bảo tồn rất hiệu quả và được sử dụng rộng rãi nhưng nó có tác dụng thị giác đáng kể trên vật thể, biến các sản phẩm ăn mòn thành màu đen và bất kỳ kim loại tiếp xúc nào có màu xanh đậm. Nó cũng nên được sử dụng cẩn thận trên các vật thể có thành phần hợp kim đồng vì acid tannic có thể có tác dụng ăn mòn nhẹ trên các kim loại này.
Acid tannic cũng được tìm thấy trong các phương pháp điều trị ăn mòn sắt / thép có bán trên thị trường, như Hammerite Kurust.

### Sử dụng trong thực phẩm
Sử dụng acid tannic trong các ứng dụng thực phẩm là phổ biến; số lượng đáng kể được sử dụng làm chất hỗ trợ quá trình trong việc làm rõ bia, hợp chất hương liệu trong nước ngọt và nước trái cây. Cũng quan trọng là các ứng dụng trong ngành công nghiệp rượu vang, nơi nó được sử dụng như một chất làm rõ tự nhiên, chất ổn định màu và chất tăng hương vị.
Ở nhiều nơi trên thế giới, việc sử dụng như vậy được cho phép. Tại Hoa Kỳ, acid tannic thường được Cục Quản lý Thực phẩm và Dược phẩm công nhận là an toàn.
Theo chỉ thị 89/107 / EEC của EU acid tannic không thể được coi là phụ gia thực phẩm và do đó không giữ số E. Theo chỉ thị 89/107 / EEC acid tannic có thể được gọi là một thành phần thực phẩm. Số E8181 đôi khi được sử dụng không chính xác để chỉ acid tannic; thực tế, điều này đề cập đến số INS được gán cho acid tannic trong hệ thống Codex Alimentarius của FAO-WHO.

### Sử dụng như một loại thuốc
Kết hợp với magnesi và đôi khi than hoạt tính, acid tannic đã từng được sử dụng để điều trị nhiều chất độc hại, chẳng hạn như ngộ độc strychnine, nấm và ptomaine vào cuối thế kỷ 19 và đầu thế kỷ 20.
Sự ra đời của acid tannic điều trị các vết thương bỏng nặng trong những năm 1920 đã làm giảm đáng kể tỷ lệ tử vong. Trong Thế chiến I, băng acid tannic được quy định để điều trị "bỏng, cho dù gây ra bởi bom gây cháy, khí mù tạt hoặc lewisite. Sau chiến tranh, việc sử dụng này đã bị từ bỏ do sự phát triển của các chế độ điều trị hiện đại hơn.
Acid tannic vẫn được sử dụng trong các ứng dụng dược phẩm để sản xuất albumin tannate được sử dụng như một chất chống tiêu chảy. Acid tannic cũng được sử dụng để sản xuất muối tannate của một số sản phẩm kháng histamine và thuốc chống ho gà để tăng tính ổn định hoặc làm chậm các đặc tính giải phóng cho thành phần dược phẩm hoạt động. Hơn nữa, acid tannic là thành phần nguyên tắc nhưng có lẽ hiệu quả tối thiểu trong thuốc xịt chống dị ứng.
Tannin cũng đã được báo cáo là có tác dụng sinh lý, như tăng tốc độ đông máu, giảm huyết áp, giảm nồng độ lipid huyết thanh, sản xuất hoại tử gan và điều chỉnh miễn dịch. Điều này sẽ giải thích văn hóa dân gian phổ biến như ngâm chân trong acid tannic (hoặc trà mạnh) có thể điều trị hoặc ngăn ngừa mụn nước, mùi hôi chân và chân khô, thô ráp.

## Nguy hiểm
Acid tannic có thể gây nguy hiểm tiềm ẩn cho sức khỏe như tổn thương mắt, da, đường hô hấp và đường tiêu hóa. Nó có thể gây kích ứng, đỏ, đau, mờ mắt và tổn thương mắt có thể. Khi acid tannic được hấp thụ qua da với số lượng có hại, nó có thể gây kích ứng, đỏ và đau. Buồn nôn, nôn và tiêu chảy là triệu chứng của việc uống acid tannic và tiếp xúc kéo dài có thể gây tổn thương gan. Khi hít phải, acid tannic có thể gây kích ứng đường hô hấp.

## Màu cá sấu
Màu da ở Crocodilia (cá sấu) rất phụ thuộc vào chất lượng nước. Nước có tảo tạo ra da xanh hơn, trong khi acid tannic trong nước từ sự phân hủy của lá từ những cây nhô ra (tạo ra một số loại sông nước đen) thường tạo ra da sẫm màu hơn ở những động vật này.